# 1900-ті в театрі
1900-ті роки в театрі

## Персоналії

### Народилися
1904
- 13 листопада —
  -  Катерина Осмяловська (м. Полтава) — українська акторка театру і кіно. Народна артистка УРСР (1951).

1908
- 19 квітня —
  -  Антоніна Мацкевич (м. Нові Санжари) — організаторка та перша головна режисерка Львівського театру ляльок, театральна критикиня.